# Rogelio Reyes Cano
Rogelio Reyes Cano (Lora del Río, Sevilla, 1940) es un crítico literario, cervantista y catedrático de literatura española de la Universidad de Sevilla.

## Biografía
Se doctoró en Filología Hispánica en la Universidad Complutense de Madrid (1970) con una tesis sobre la Arcadia de Jacopo Sannazaro en España y sus traducciones impresas y manuscritas, dirigida por Joaquín Arce Fernández. Fue catedrático de Instituto, becario de la Fundación Juan March, lector de español en Florencia y catedrático de Literatura Española de la Universidad de Sevilla. También es vicepresidente de la Società Dante Alighieri de Sevilla. Dirigió veinte tesis doctorales, todas publicadas, entre ellas la edición crítica del parecer Anónimo de Yucay (1571) contra Bartolomé de las Casas. Investigó en especial el Siglo de Oro, con especial dedicación al poeta Cristóbal de Castillejo, cuyas Obras completas editó, y las relaciones literarias hispano-italianas, aunque se extendió también al siglo XVIII (José Cadalso), los temas sevillanos y la literatura contemporánea. Es miembro correspondiente de las Reales Academias de Córdoba de Ciencias, Bellas Letras y Nobles Artes, Hispanoamericana de Cádiz, Buenas Letras de Granada y Alfonso X de Murcia. También es miembro de número de la Real Academia Sevillana de Buenas Letras desde 1992, donde ingresó con un discurso titulado Denuncia y literatura en la Sevilla del siglo XVII: los sermones del loco Amaro. Dirigió esta Academia entre 1999 y 2008. Además, codirigió con Enriqueta Vila Vilar El mundo de las Academias, del ayer al hoy: actas del congreso internacional celebrado con motivo del CCL aniversario de la fundación de la Real Academia Sevillana de Buenas Letras (1751-2001) entre los días 20 y 23 de noviembre de 2001. (Sevilla: Universidad de Sevilla, 2003). Es autor también de diversos libros de texto de Lengua y Literatura preparados para la ESO y Bachillerato en la editorial Bruño. Colabora habitualmente con el diario ABC.

## Reconocimientos
Fue distinguido con el premio Joaquín Romero Murube en 2018 por el artículo "Sevilla por sus conventos”. Es hijo predilecto de Lora del Río.

## Obras
- La “Arcadia” de Sannazaro en España (1973), tesis doctoral publicada.
- Ed. de José Cadalso, Cartas marruecas. Madrid: Editora Nacional, 1975.
- Ed. de Manuel José Quintana, Selección Poética. Madrid: Editora Nacional, 1978.
- Sevilla en la Obra de Bécquer. Sevilla: Ayuntamiento de Sevilla, 1980.
- Seis Lecciones Sobre la España de los Siglos de Oro. Homenaje a Marcel Bataillon. Sevilla: Universidad de Sevilla, 1981.
- Estampas Sevillanas del Ochocientos (la Ciudad en la Literatura). Sevilla: Centro Municipal de Documentación Histórica, 1983.
- De la Ilustración a Bécquer. Antología de Poemas Sevillanos. Sevilla: Dendrónoma, 1983.
- Ed. de Baltasar de Castiglione, El Cortesano. Madrid: Espasa Calpe España, 1980 y 1984.
- Con Pedro Manuel Piñero Ramírez, ed. de Francisco Pacheco, Libro de descripción de verdaderos retratos de ilustres y memorables varones. Sevilla: Diputación Provincial, 1985.
- Con Pedro Manuel Piñero Ramírez, Itinerarios de la Sevilla de Cervantes. La ciudad en sus textos (2005)
- Medievalismo y renacentismo en la obra poética de Cristóbal de Castillejo (1980)
- Ed. de Cristóbal de Castillejo, Diálogo de mujeres (1986)
- Ed. de Cristóbal de Castillejo, Obra completa (1999).
- Estudios sobre Cristóbal de Castillejo. Tradición y modernidad en la encrucijada poética del siglo XVI. Salamanca: Universidad de Salamanca, 2000.
- Ed. de Cristóbal de Castillejo, Antología poética (2004).
- Ed. de José Cadalso, Cartas marruecas (1975)
- Ed. de José Cadalso, Cartas marruecas y Noches lúgubres. Barcelona: PPU, 1989.
- Ed. de José Cadalso, Obra poética (1993).
- Ed. de Poesía erótica de la Ilustración (1989)
- Demencia y Literatura en la Sevilla del Siglo XVII: los Sermones del Loco Amaro. Discurso leído ante la Real Academia Sevillana de Buenas Letras en la recepción pública del Excmo. Sr. D. Rogelio Reyes Cano. Sevilla, 1992.
- Diccionario Histórico de las Calles de Sevilla. Sevilla: Ayuntamiento de Sevilla y Consejería de Obras Públicas, 1993.
- Ed. de Poesía española del siglo XVIII (1993)
- Con Pedro Romero de Solís, Fernando Javier Campese Gallego y Alberto Gonzalez Troyano, ed. de Jose Daza, Precisos Manejos y Progresos del Arte del Toreo, Sevilla: Universidad de Sevilla y Real Maestranza de Caballería, 1999.
- Minerva sevillana. El grupo poético de los siglos XVIII y XIX, Sevilla: Fundación José Manuel Lara, 2008.
- Ed. de Juan Ramón Jiménez, Sevilla (2000)
- De Blanco White a la Generación del 27. Estudios de Literatura Española Contemporánea (2001).
- Sevilla en la Generación del 27: estudio y antología de Salinas, Guillén, G. Diego, Aleixandre, García Lorca, D. Alonso, Cernuda y Alberti. Sevilla: Área de Cultura y Fiestas Mayores, Ayuntamiento de Sevilla, 1997, 2.º ed. 2002.
- Los locos de Cervantes y otros estudios literarios Sevilla: Universidad de Sevilla / Editorial Universidad de Sevilla, 2016.
- Una mirada a la España de hoy (2005-2013) [Sevilla]: Vitela Gestión Cultural, 2014, 91 artículos publicados sobre todo en ABC, pero también en El Mundo, Diario de Sevilla y El Correo de Andalucía.
- Con Blanca Periñán, ed. de Cristóbal de Castillejo, Farsa de la Costanza. Madrid: Cátedra, 2012.